# ناوكي كازاما
ناوكي كازاما هو سياسي ياباني، ولد في 22 أكتوبر 1966 في ميوكو في اليابان. حزبياً، نشط في الحزب الديمقراطي الياباني. وقد انتخب عضو مجلس المستشارين عن دائرة Niigata at-large district ‏ وقد انضم خلال فترته النيابية للكتلة البرلمانية الحزب الديمقراطي.

## وصلات خارجية
- الموقع الرسمي